# روشنی بی‌پایان
روشنی بی‌پایان (به پهلوی ا-سر روشنیه، بی سر روشنیه، روشنی ازلی) والاترین مرتبهٔ بهشت در دین زرتشت می‌باشد. در این دین بهشت به چهار مرتبهٔ ستاره پایه، ماه پایه، خورشید پایه و روشنی بی‌پایان تقسیم می‌شود. در منابع پهلوی به آن «گرودمان» نیز گفته‌اند.